# Křivsoudov
Křivsoudov är en köping i Tjeckien.   Den ligger i regionen Mellersta Böhmen, i den centrala delen av landet, 70 km sydost om huvudstaden Prag. Křivsoudov ligger 448 meter över havet och antalet invånare är 399.
Terrängen runt Křivsoudov är huvudsakligen platt, men västerut är den kuperad. Runt Křivsoudov är det ganska glesbefolkat, med 29 invånare per kvadratkilometer. Närmaste större samhälle är Vlašim, 15,8 km nordväst om Křivsoudov. Trakten runt Křivsoudov består till största delen av jordbruksmark.